# Hybolasius modestior
Hybolasius modestior är en skalbaggsart som beskrevs av Stefan von Breuning 1940. Hybolasius modestior ingår i släktet Hybolasius och familjen långhorningar. Inga underarter finns listade i Catalogue of Life.